# Partecipanti al Giro d'Italia 1981
Elenco dei partecipanti al Giro d'Italia 1981.
Il Giro d'Italia 1981 fu la sessantaquattresima edizione della corsa. Alla competizione presero parte 13 squadre, ciascuna delle quali composta da dieci corridori, per un totale di 130 ciclisti. La corsa partì il 13 maggio da Trieste e terminò il 7 giugno a Verona; in quest'ultima località portarono a termine la competizione 104 corridori.

## Corridori per squadra
Nota: R ritirato, NP non partito, FT fuori tempo massimo, SQ squalificato.
| Bianchi-Piaggio       | Bianchi-Piaggio             | Bianchi-Piaggio       | Hoonved-Bottecchia          | Hoonved-Bottecchia          | Hoonved-Bottecchia          | Sammontana-Benotto                    | Sammontana-Benotto                    | Sammontana-Benotto                    |
| --------------------- | --------------------------- | --------------------- | --------------------------- | --------------------------- | --------------------------- | ------------------------------------- | ------------------------------------- | ------------------------------------- |
| 1                     | Gianbattista Baronchelli    | 10°                   | 51                          | Fiorenzo Aliverti           | 62°                         | 101                                   | Roberto Visentini                     | 6º                                    |
| 2                     | Gaetano Baronchelli         | 82º                   | 52                          | Antonio Bevilacqua          | 76°                         | 102                                   | Moreno Argentin                       | 43º                                   |
| 3                     | Silvano Contini             | 4º                    | 53                          | Emanuele Bombini            | R 16ª                       | 103                                   | Tullio Bertacco                       | 57º                                   |
| 4                     | Aldo Donadello              | 84°                   | 54                          | Luciano Borgognoni          | 54º                         | 104                                   | Maurizio Bertini                      | R 18ª                                 |
| 5                     | Serge Parsani               | 31º                   | 55                          | Giuseppe Faraca             | 11º                         | 105                                   | Pierangelo Bincoletto                 | 56°                                   |
| 6                     | Ennio Vanotti               | 51°                   | 56                          | Giovanni Mantovani          | 65º                         | 106                                   | Claudio Corti                         | 67º                                   |
| 7                     | Knut Knudsen                | 22°                   | 57                          | Giovanni Moro               | 73°                         | 107                                   | Salvatore Maccali                     | 59º                                   |
| 8                     | Tommy Prim                  | 2º                    | 58                          | Benedetto Patellaro         | 68°                         | 108                                   | Raniero Gradi                         | 87º                                   |
| 9                     | Alf Segersäll               | 58°                   | 59                          | Luciano Rui                 | 60º                         | 109                                   | George Mount                          | 25°                                   |
| 10                    | Bruno Wolfer                | 49º                   | 60                          | Flavio Zappi                | FTM 8ª                      | 110                                   | Alessandro Pozzi                      | 18°                                   |
| Cilo-Aufina           | Cilo-Aufina                 | Cilo-Aufina           | Inoxpran                    | Inoxpran                    | Inoxpran                    | Santini-Selle Italia                  | Santini-Selle Italia                  | Santini-Selle Italia                  |
| 11                    | Thierry Bolle               | 92°                   | 61                          | Giovanni Battaglin          | 1º                          | 111                                   | Mario Beccia                          | 12º                                   |
| 12                    | Beat Breu                   | 8°                    | 62                          | Per Bausager                | 44°                         | 112                                   | Claudio Bortolotto                    | 9°                                    |
| 13                    | Serge Demierre              | 27º                   | 63                          | Giuliano Biatta             | 69º                         | 113                                   | Giuseppe Martinelli                   | 86°                                   |
| 14                    | Josef Fuchs                 | 5°                    | 64                          | Guido Bontempi              | NP 12ª                      | 114                                   | Tranquillo Andreetta                  | 95°                                   |
| 15                    | Daniel Gisiger              | 74°                   | 65                          | Alfredo Chinetti            | 33º                         | 115                                   | Alessio Antonini                      | 55º                                   |
| 16                    | Erwin Lienhard              | 19°                   | 66                          | Alfonso Dal Pian            | 42°                         | 116                                   | Silvano Cervato                       | 50º                                   |
| 17                    | Stefan Mutter               | 39ª                   | 67                          | Bruno Leali                 | 28°                         | 117                                   | Fiorenzo Favero                       | 80°                                   |
| 18                    | Gottfried Schmutz           | 26º                   | 68                          | Luciano Loro                | 20º                         | 118                                   | Riccardo Magrini                      | 30º                                   |
| 19                    | Ueli Sutter                 | 53º                   | 69                          | Jørgen Marcussen            | 17º                         | 119                                   | Luciano Rabottini                     | 77º                                   |
| 20                    | Fritz Wehrli                | 66°                   | 70                          | Amilcare Sgalbazzi          | 40º                         | 120                                   | Jean-Marie Wampers                    | 94°                                   |
| Famcucine-Campagnolo  | Famcucine-Campagnolo        | Famcucine-Campagnolo  | Kotter's Racing Team-G.B.C. | Kotter's Racing Team-G.B.C. | Kotter's Racing Team-G.B.C. | Selle San Marco-Siderurgica Gabrielli | Selle San Marco-Siderurgica Gabrielli | Selle San Marco-Siderurgica Gabrielli |
| 21                    | Francesco Moser             | 21º                   | 71                          | Dietrich Thurau             | 14º                         | 121                                   | Alfio Vandi                           | 7°                                    |
| 22                    | Carmelo Barone              | R 17ª                 | 72                          | Heinz Betz                  | R                           | 122                                   | Cesare Cipollini                      | FTM 8ª                                |
| 23                    | Gregor Braun                | FTM 8ª                | 73                          | Hans-Peter Jakst            | 100°                        | 123                                   | Walter Clivati                        | 72°                                   |
| 24                    | Piero Ghibaudo              | 83°                   | 74                          | Peter Kehl                  | FTM 8ª                      | 124                                   | Franco Conti                          | 29º                                   |
| 25                    | Palmiro Masciarelli         | 36º                   | 75                          | Ludo Loos                   | R 18ª                       | 125                                   | Antonio D'Alonzo                      | 15º                                   |
| 26                    | Leonardo Mazzantini         | 47º                   | 76                          | Stefan Schröpfer            | 104°                        | 126                                   | Corrado Donadio                       | 78°                                   |
| 27                    | Alberto Minetti             | 23º                   | 77                          | Roy Schuiten                | 90º                         | 127                                   | Enrico Maestrelli                     | 63°                                   |
| 28                    | Dante Morandi               | 101°                  | 78                          | Rudy Weber                  | 99°                         | 128                                   | Flavio Miozzo                         | 89°                                   |
| 29                    | Glauco Santoni              | 38°                   | 79                          | Daniele Tinchella           | R 18ª                       | 129                                   | Sergio Santimaria                     | 75°                                   |
| 30                    | Claudio Torelli             | 34º                   | 80                          | Sante Fossato               | R 17ª                       | 130                                   | Claudio Savini                        | 61º                                   |
| Zor-Helios-Novostil   | Zor-Helios-Novostil         | Zor-Helios-Novostil   | Magniflex-Olmo              | Magniflex-Olmo              | Magniflex-Olmo              |                                       |                                       |                                       |
| 31                    | Faustino Rupérez            | R 19ª                 | 81                          | Marino Amadori              | NP 19ª                      |                                       |                                       |                                       |
| 32                    | Ángel Arroyo                | R 9ª                  | 82                          | Giancarlo Casiraghi         | 24º                         |                                       |                                       |                                       |
| 33                    | Miguel María Lasa           | 37°ª                  | 83                          | Mario Noris                 | 85°                         |                                       |                                       |                                       |
| 34                    | Pedro Muñoz                 | 41º                   | 84                          | Pierino Gavazzi             | 64º                         |                                       |                                       |                                       |
| 35                    | José Luis López Cerrón      | 93°                   | 85                          | Bernt Johansson             | R 11ª                       |                                       |                                       |                                       |
| 36                    | José Maria Gonzalez Barcala | R 15ª                 | 86                          | Giuseppe Lanzoni            | R 12ª                       |                                       |                                       |                                       |
| 37                    | Eduardo Chozas              | 16°                   | 87                          | Francesco Masi              | 70°                         |                                       |                                       |                                       |
| 38                    | Guillermo de la Peña        | 32º                   | 88                          | Leonardo Natale             | 13º                         |                                       |                                       |                                       |
| 39                    | Eugenio Herranz             | 102°                  | 89                          | Giovanni Renosto            | 88°                         |                                       |                                       |                                       |
| 40                    | Carlos Machin               | R                     | 90                          | Paolo Rosola                | 103°                        |                                       |                                       |                                       |
| Gis Gelati-Campagnolo | Gis Gelati-Campagnolo       | Gis Gelati-Campagnolo | Safir-Ludo-Galli            | Safir-Ludo-Galli            | Safir-Ludo-Galli            |                                       |                                       |                                       |
| 41                    | Giuseppe Saronni            | 3°                    | 91                          | Willem Peeters              | R 8ª                        |                                       |                                       |                                       |
| 42                    | Leonardo Bevilacqua         | 91°                   | 92                          | Benny Schepmans             | 97°                         |                                       |                                       |                                       |
| 43                    | Roberto Ceruti              | 35°                   | 93                          | Willy Sprangers             | 98°                         |                                       |                                       |                                       |
| 44                    | Simone Fraccaro             | 52°                   | 94                          | Jean-Philippe Vandenbrande  | 46°                         |                                       |                                       |                                       |
| 45                    | Gabriele Landoni            | R 12ª                 | 95                          | Henri Vandenbrande          | R 4ª                        |                                       |                                       |                                       |
| 46                    | Valerio Lualdi              | 48°                   | 96                          | Marc Van Geel               | NP 8ª                       |                                       |                                       |                                       |
| 47                    | Wladimiro Panizza           | R 18ª                 | 97                          | Ronny Van Holen             | R 8ª                        |                                       |                                       |                                       |
| 48                    | Giuseppe Passuello          | 79°                   | 98                          | Eddy Van Hoof               | R 8ª                        |                                       |                                       |                                       |
| 49                    | Maurizio Piovani            | 45°                   | 99                          | Willy Vigouroux             | 71°                         |                                       |                                       |                                       |
| 50                    | Gianluigi Zuanel            | 96°                   | 100                         | John Trevorrow              | 81°                         |                                       |                                       |                                       |

Legenda
| Legenda          | Legenda | Legenda       | Legenda                                                  |
| ---------------- | --- | ------------- | -------------------------------------------------------- |
| Dorsale          | Dorsale di partenza del ciclista | Posizione     | Posizione finale nella classifica generale               |
| Maglia rosa      | Indica il vincitore della classifica generale                                                                                        | Maglia verde  | Indica il vincitore della classifica dei GPM             |
| Maglia ciclamino | Indica il vincitore della classifica a punti                                                                                         | Maglia bianca | Indica il vincitore della classifica dei giovani         |
| NP               | Indica un ciclista che non è ripartito in una tappa la mattina                                                                       | R             | Indica un ciclista che si è ritirato in una tappa        |
| FT               | Indica un ciclista che ha concluso una tappa fuori tempo, ossia ha impiegato più tempo rispetto a quanto stabilito dal tempo massimo | SQ            | Corridore escluso per non aver rispettato il regolamento |

## Corridori per nazione
Le nazionalità rappresentate nella manifestazione sono 15; in tabella il numero dei ciclisti suddivisi per la propria nazione di appartenenza:
| Numero corridori | Nazione                                       |
| ---------------- | --------------------------------------------- |
| 82               | Italia                                        |
| 11               | Svizzera                                      |
| 11               | Belgio                                        |
| 10               | Spagna                                        |
| 7                | Germania                                      |
| 3                | Svezia                                        |
| 2                | Danimarca                                     |
| 1                | Australia, Paesi Bassi, Norvegia, Stati Uniti |